# Jaume d'Olesa i Sanglada
|  | No s'ha de confondre amb Jaume d'Olesa. |

Jaume d'Olesa i Sanglada, (Mallorca, s. xv-xvi), polític, escriptor, en català i llatí, i lul·lista. Fou Jurat de Mallorca, el 1510 contribuí econòmicament a la fundació del Col·legi de la Criança. Va concórrer al certamen poètic convocat per Ferrando Dieç a València el 1486, amb el poema Si·l qu’ab virtut se condona. En el mateix concurs hi concorregueren els mallorquins Mossèn Ramon Vivot i Arnau de Cors. També és autor de tres poesies religioses, una datada el 1493, el 1515 va publicar a València el llibre en prosa Spill de bé viure y de bé confessar, clos amb el poema Adoració de les cinc plagues de Jesucrist. Com a lul·lista fou deixeble de Bartomeu Caldentei i de Francesc Prats, participà en les disputes lul·lines mallorquines escrivint un opuscle en llatí contra Pere Daguí, en aquesta mateixa llengua escriví Liber de lege christiana (1515), Comentaria super arte Raymundi Lullii (1518) i Contra errores Martini Lutheri (1521), obra avui perduda que és la primera manifestació ibèrica de refutació de les propostes de Martí Luter, que remeté al Papa Lleó X.
Estava casat amb Antònia Santmartí i Sureda, i era pare del també escriptor Francesc d'Olesa i Santmartí.